# 1993 XR1
1993 XR1 är en asteroid i huvudbältet som upptäcktes den 6 december 1993 av de båda japanska astronomerna Seiji Ueda och Hiroshi Kaneda i Kushiro.
Asteroiden har en diameter på ungefär 4 kilometer och den tillhör asteroidgruppen Flora.